# Яніс Клованс
Яніс Клованс (нар. 9 квітня 1935 - 5 жовтня 2010) – латвійський шахіст, гросмейстер від 1998 року.

## Шахова кар'єра
Неодноразово брав участь у чемпіонатах Латвії, дев'ять разів (у 1954, 1962, 1967, 1968, 1970, 1971, 1975, 1979 і 1986 роках) вигравши титул чемпіона країни. Чотири рази брав участь у фіналах чемпіонатів СРСР, найкращий результат показавши на перетині 1968 і 1969 років в Алма-Аті, де посів 9-те місце.
Після розпаду СРСР досягнув низки успіхів на міжнародних турнірах, перемігши або поділивши 1-ші місця, зокрема, в таких містах, як: Гронінген (1991), Гетеборг (1994), Ерфурт (1995), Шенек (1996), Бад-Годесберг (1997, 2001), Шварцах (1997), Шпенге (1998, 1999), Гельзенкірхен (1998), Мартіньї (1998, 1999), Лейпциг (2000), Регенсбург (2000) Крайльсгайм (2000), Трізен (2001, 2006, 2007, 2010), Ессен (2002, разом з Михайлом Салтаєвим), Бад-Боклет (2003), Бад-Бертріх (2003, 2006, 2007) та Бад-Зоден-Аллендорф (2004).
Найбільших успіхів у своїй кар'єрі досягнув на першостях світу серед ветеранів (гравців старших 60 років), виборовши 8 медалей: 3 золоті (1997, 1999, 2001), 3 срібні (2000, 2003, 2009) та 2 бронзові (1996, 2002). 2004 року виграв бронзову медаль на чемпіонаті Європи в цій віковій категорії, а у 2005 році – срібну.
У 1992 і 2000 роках двічі представляв національну збірну на шахових олімпіадах.
Найвищий рейтинг Ело в кар'єрі мав станом на 1 липня 1996 року, досягнувши 2530 очок займав тоді 3-тє місце (позаду Едвінса Кеньгіса і Зігурдса Ланки) серед латвійських шахістів.
Також досягнув успіхів у заочних шахах, 2001 року отримавши звання гросмейстера в цьому варіанті гри.

## Зміни рейтингу
| На цьому місці має відображатися графік чи діаграма, однак з технічних причин його відображення наразі вимкнено. Будь ласка, не видаляйте код, який викликає це повідомлення. Розробники вже працюють для того, щоби відновити штатне функціонування цього графіка або діаграми. | |
| | На цьому місці має відображатися графік чи діаграма, однак з технічних причин його відображення наразі вимкнено. Будь ласка, не видаляйте код, який викликає це повідомлення. Розробники вже працюють для того, щоби відновити штатне функціонування цього графіка або діаграми. |